# Nykarlebybanan
Nykarlebybanan var en del av det finländska järnvägsnätet och gick från järnvägsstationen i Kovjoki via Nykarleby stad, till båthamnen vid Andra sjön. 
Längs en del av banan har en 2 km lång museijärnväg byggts. Den kallas Nykarleby Jernväg och har spårvidd 600 mm.